# Karina Calmet
Karina Calmet Brugnara (Lima, 20 de agosto de 1969) es una actriz, exreina de belleza, atleta y empresaria peruana. Calmet ganó el certamen Miss Perú 1994 y representó a su país en el Miss Universo 1994. Fue una de las dalinas en el programa infantil Nubeluz en los años noventa y participó en el rol antagónico de Isabella Picasso en la serie televisiva Al fondo hay sitio. Representante de Perú en Miss Hispanidad Internacional 1994, siendo la ganadora, hasta el momento es la única peruana en ganar este certamen.

## Biografía
Hija de Juan Carlos Calmet Porturas y Marta Brugnara Casagranda. Estudió en el colegio Reina de los Ángeles de La Molina. Posteriormente, siguió la carrera de Diseño Publicitario.
Calmet representó al Callao en el certamen de belleza Miss Perú Universo 1994, el cual ganó. Luego de ello, participó en el Miss Universo 1994, que se desarrolló en la ciudad de Manila. Calmet ganó Miss Hispanidad 1994 como representante de Perú.

### Carrera televisiva y actoral
Calmet comenzó su carrera en 1994, pero dos años antes participó en el videoclip "A Gozar!" del recordado programa infantil Nubeluz. Dicho video fue emitido entre 1992 y 1994, posteriormente fue retirado por el fallecimiento de Mónica Santa María.
También realizó un casting para ser la tercera dalina en 1992, pero finalmente fue contratada Lilianne Braun.
Tras el éxito y popularidad por haber ganado Miss Hispanidad 1994, es contratada para ser dalina en el programa Nubeluz en febrero de 1995, pocos días antes de que la nueva temporada sea estrenada. Calmet fue presentada como una de las novedades del programa, conduciendo el programa junto a Almendra Gomelsky y Xiomara Xibillé.
Gracias a eso pudo conocer y entrevistar a varios artistas nacionales e internacionales como Enanitos Verdes, Wilfrido Vargas y Gian Marco. Tras la renuncia de Xiomara Xibillé en junio de ese mismo año, Calmet condujo un bloque en uno de los sets de Panamericana Televisión con auspiciadores. En agosto estuvo a cargo de la conducción en el circo del programa junto a María Pía Ureta. Finalmente renunció al espacio en 1996, tras ofrecerle viajar a Venezuela para conducir una nueva etapa del programa.
En el año 1998 condujo el programa juvenil De buena onda, de América Televisión, junto con Carlos Galdós, y el año siguiente, coanimó el XL Festival de Viña del Mar.
Calmet debutó como actriz en un episodio de Teatro desde el teatro, y sus siguientes trabajos fueron las telenovelas Vidas prestadas, Milagros, Soledad y Tormenta de pasiones.
En el año 2002, actuó en la película Muerto de amor, del director Edgardo Guerra.
En el año 2002, fue presentadora del noticiero ATV noticias, de ATV.
El año siguiente, actuó en Ojos que no ven, como María Paz.
En el año 2006, protagonizó el filme Talk show; y en televisión, un episodio de la serie policial Detrás del crimen.
En el año 2008, concursó en la primera temporada del programa de telerrealidad de baile Bailando por un sueño, conducido por Gisela Valcárcel por Panamericana Television, donde obtuvo el tercer puesto. Clasificó para la tercera temporada llamada Los reyes de la pista, donde tuvo una corta participación.
Entre los años 2009 y 2016, Calmet empezó a participar en la serie Al fondo hay sitio, de América Televisión, como Isabella Picasso Maldini.
En febrero de 2012, adquirió la franquicia de una empresa de lencería colombiana para inaugurar su primera tienda de nombre ëa Lingerie. En julio del mismo año, protagonizó el videoclip del tema Linda wawita, del cantante William Luna, que se grabó en Cusco.
En marzo de 2018, Karina informó vía Twitter que dejará la actuación debido a que solo le ofrecían «papeles limitados a mujeres frívolas en novelas».

### Carrera deportiva
Calmet practica atletismo desde joven e integró el equipo peruano que compitió en el Sudamericano de Atletismo Máster en Arequipa. En agosto de 2011, ganó la medalla de oro en vallas, además batió un récord nacional de la categoría, 13,69 segundos en los 80 metros vallas.

### Otras actividades
Calmet estuvo ligada al esoterismo: en 2007 el Grupo Editorial Norma publicó su libro, Magia pura. Meses después, dejó su faceta de lectora de cartas al convertirse al cristianismo.

## Vida privada
En 1995 se casó con el cantante peruano Samir Giha, con quien tuvo dos hijas. Sin embargo, la pareja se separó ocho años después de casarse.

## Filmografía

### Películas
| Año  | Título          | Personaje | Notas         |
| ---- | --------------- | --------- | ------------- |
| 2002 | Muerto de amor  | Cecilia   |               |
| 2002 | Baño de damas   | Valeria   |               |
| 2003 | Ojos que no ven | María Paz |               |
| 2006 | Talk show       | Cecilia   | Rol principal |

### Series
| Año              | Título                 | Personaje                                                 | Notas                             |
| ---------------- | ---------------------- | --------------------------------------------------------- | --------------------------------- |
| 2000-01          | Milagros               | Fernanda Muñoz de La Torre                                |                                   |
| 2000             | Vidas prestadas        | Elisa Galindo                                             |                                   |
| 2001             | Soledad                | Antonia Díaz Castillo                                     |                                   |
| 2003             | La mujer de Lorenzo    |                                                           |                                   |
| 2004             | Tormenta de pasiones   | Nancy                                                     |                                   |
| 2005-08          | Teatro desde el teatro | Varios roles                                              | Varios episodios                  |
| 2006             | Detrás del crimen      | Marita Alpaca                                             | Episodio: «El caso Marita Alpaca» |
| 2009-2016 / 2025 | Al fondo hay sitio     | Isabella Fernanda Picasso Maldini/Isabel Pampañaupa Sulca | Antagonista                       |

| Año     | Título                                   | Rol          | Notas                                                       |
| ------- | ---------------------------------------- | ------------ | ----------------------------------------------------------- |
| 1995-96 | Nubeluz                                  | Presentadora | Dalina                                                      |
| 1998    | De buena onda                            | Presentadora |                                                             |
| 2002    | ATV noticias                             | Presentadora |                                                             |
| 2008    | TVO                                      | Presentadora |                                                             |
| 2008    | Bailando por un sueño                    | Concursante  | Primera temporada, 3.er puesto                              |
| 2008    | Bailando por un sueño: Reyes de la pista | Concursante  | 8.º puesto                                                  |
| 2023    | El gran chef famosos                     | Concursante  | Primera temporada, 2.º puesto Quinta temporada, 14.º puesto |

## Teatro
- Hasta que la muerte nos separe (2004)
- No todo está perdido (2004)
- La chica de la maleta (2004)
- Nosotras que nos queremos tanto (2005)
- Antígona (2006)